# Jo Baier

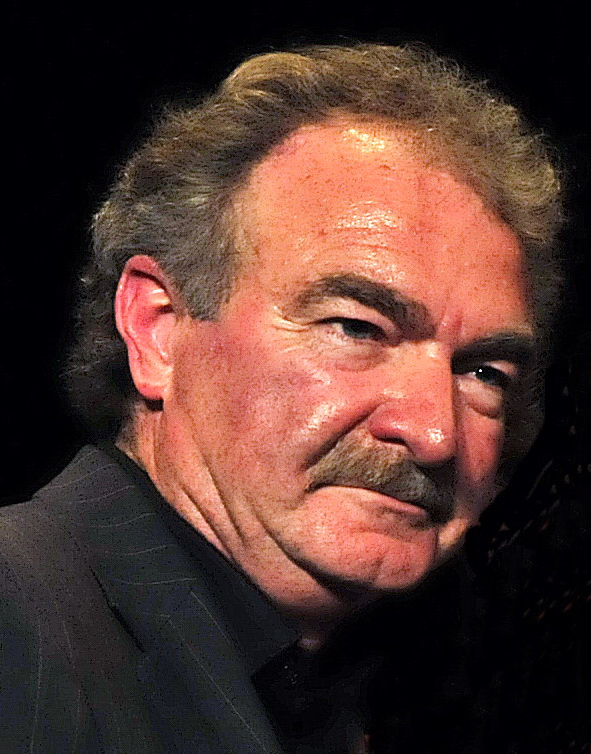
Jo Baier, 2011

Joseph-Albert „Jo“ Baier (* 13. Februar 1949 in München) ist ein deutscher Filmregisseur und Drehbuchautor.

## Leben und Werk
Jo Baier wuchs als Sohn des Friseurs Josef Baier und seiner Frau Irene, geb. Friese, einer Krankenschwester, in Fraßhausen bei Dietramszell in Oberbayern auf. Er besuchte die Volksschule in Endlhausen und anschließend das Pestalozzi-Gymnasium in München, an dem er 1969 das Abitur ablegte. Seit 1970 studierte Baier Theaterwissenschaft, Neuere Deutsche Literatur und Amerikanistik an der Ludwig-Maximilians-Universität München und plante 1974 zunächst eine Dissertation über Karl Valentin. Im Dezember 1980 wurde er schließlich bei dem Theaterwissenschaftler Klaus Lazarowicz in München mit einer Arbeit über Raumrichtungen und räumliche Verhältnisse im Theater hinsichtlich ihrer emotionalen Bedeutung für den Zuschauer zum Dr. phil. promoviert. Während des Studiums arbeitete er als Aufnahmeleiter, Tonmann und Kameraassistent beim Bayerischen Rundfunk. Zusammen mit dem Kameramann Hubertus Meckel drehte Baier ab 1976 mehr als 60 Dokumentationen für die BR-Reihe Unter unserem Himmel. Die ländlich-bäuerliche Umgebung seiner Jugend ist für ihn bis heute prägend, viele seiner Filme spielen in Bayern. 
Mit dem Kurzfilm Rauhnacht debütierte Baier 1984 als Spielfilmregisseur. Es folgten zahlreiche Filme, meist für das Fernsehen. Schiefweg über die niederbayerische Volksdichterin Emerenz Meier war nur mit Laiendarstellern besetzt und wurde 1989 mit dem Adolf-Grimme-Preis mit Silber ausgezeichnet. Rosse entstand nach dem Drama von Richard Billinger. Wildfeuer mit Anica Dobra als Emerenz Meier kam 1991 ins Kino. In drei Folgen der SWF-Fernsehreihe Die indische Ärztin spielte Rosel Zech unter Baiers Regie die Hauptrolle. Im Heimatfilm Hölleisengretl nach einer Erzählung von Oskar Maria Graf war Martina Gedeck 1995 als Bäuerin neben Michael Lerchenberg und Hubert von Goisern zu sehen. Gedeck war auch Protagonistin in Baiers nächstem Fernsehfilm Der schönste Tag im Leben nach einem Buch von Ruth Toma.
Der Fernseh-Dreiteiler Der Laden wurde 1999 mit dem Adolf-Grimme-Preis mit Gold und dem Sonderpreis des Bayerischen Fernsehpreises ausgezeichnet. Einen weiteren Grimme-Preis gab es 2001 für das Krimidrama Wambo mit Jürgen Tarrach, das die Geschichte des Schauspielers Walter Sedlmayr nachzeichnet. 2002 folgte der Heimatfilm Verlorenes Land mit Martina Gedeck, Monica Bleibtreu und Nina Kunzendorf und 2003 Schwabenkinder mit Tobias Moretti, Vadim Glowna und Jürgen Tarrach. Stauffenberg mit Sebastian Koch als Claus Schenk Graf von Stauffenberg erzählt die Geschichte des Attentats auf Hitler vom 20. Juli 1944 und erhielt 2004 den Deutschen Fernsehpreis als bester Film. Michael Degens Erinnerungen als Kind jüdischer Herkunft, das in Nazideutschland überlebt, verfilmte Baier in Nicht alle waren Mörder mit Nadja Uhl und Aaron Altaras. In Das letzte Stück Himmel (2007) sind David Rott und Max von Pufendorf als ungleiches Brüderpaar neben Nora Tschirner zu sehen. Liesl Karlstadt und Karl Valentin mit Johannes Herrschmann, Bettina Redlich und Hannah Herzsprung ist ein Fernsehfilm über Leben und Karriere des bayerischen Komödiantenpaars.
Im März 2010 kam mit dem aufwändigen Historiendrama Henri 4 erstmals seit 1991 wieder ein Film von Jo Baier in die Kinos. Die internationale Koproduktion nach der literarischen Vorlage von Heinrich Mann hatte jedoch bei Kritik und Publikum nur geringen Erfolg. Ebenfalls im Kino lief 2010 das biografische Dialogdrama Das Ende ist mein Anfang mit Bruno Ganz und Erika Pluhar. 
In der Fernsehreportage Meine Heimat – Zweimal erzählt Baier von seiner Jugend in Dietramszell und seinen Wurzeln und stellt dies Konstantin Weckers Geschichte gegenüber, der in München aufwuchs.
Jo Baier lebt in München, ist verheiratet und hat einen Sohn.

## Filmografie
- 1986: Schiefweg (Fernsehfilm)
- 1989: Rosse (Fernsehfilm)
- 1991: Wildfeuer
- 1994: Die indische Ärztin (Fernsehreihe; Folge Die Heimkehr)
- 1995: Die indische Ärztin (Fernsehreihe; Folge Die Hochzeit)
- 1995: Hölleisengretl (Fernsehfilm)
- 1996: Die indische Ärztin (Fernsehreihe; Folge Herzen in Not)
- 1996: Der schönste Tag im Leben (Fernsehfilm)
- 1998: Der Laden (Fernsehfilm)
- 2000: Der Weibsteufel (Fernsehfilm)
- 2001: Wambo (Fernsehfilm)
- 2002: Verlorenes Land (Fernsehfilm)
- 2003: Schwabenkinder (Fernsehfilm)
- 2004: Stauffenberg (Fernsehfilm)
- 2006: Nicht alle waren Mörder (Fernsehfilm)
- 2006: Das letzte Stück Himmel (Fernsehfilm)
- 2007: Liesl Karlstadt und Karl Valentin (Fernsehfilm)
- 2010: Henri 4
- 2010: Das Ende ist mein Anfang
- 2011: Meine Heimat – Zweimal (Fernsehdokumentation)
- 2012: Die Heimkehr
- 2016: Bergfried (Fernsehfilm)
- 2017: Bella Block: Stille Wasser

## Auszeichnungen
- Adolf-Grimme-Preis

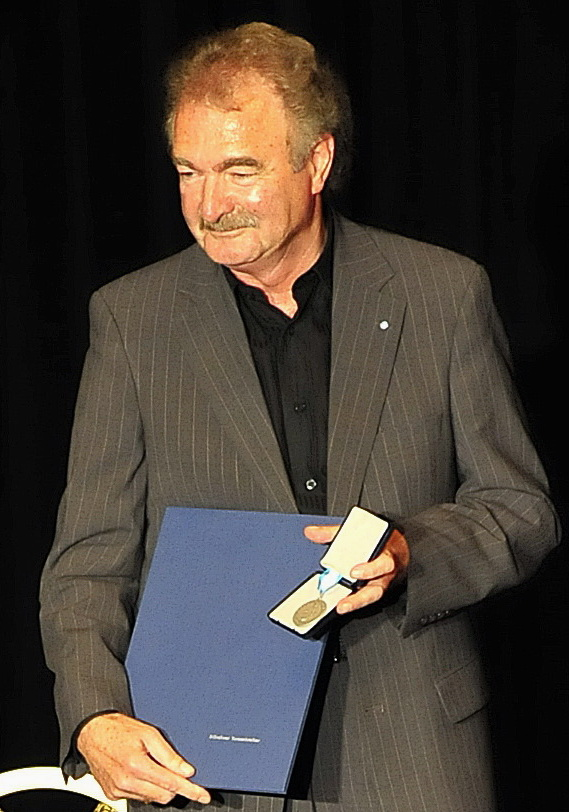
Jo Baier mit dem Bayerischen Poetentaler

  - 1989 Adolf-Grimme-Preis mit Silber für Schiefweg (zusammen mit Günther Weckwarth)
  - 1999 Adolf-Grimme-Preis mit Gold für Der Laden (zusammen mit Martin Benrath)
  - 2002 für Wambo
  - 2007 für Nicht alle waren Mörder (Publikumspreis der Marler Gruppe)
- Bayerischer Fernsehpreis
  - 1990 für Rosse
  - 1996 für Der schönste Tag im Leben
  - 1999 für Der Laden
- 1995: Regiepreis der Deutschen Akademie der Darstellenden Künste für Hölleisengretl
- 1999: Goldener Gong für Der Laden
- 2003: Verdienstkreuz der Bundesrepublik Deutschland am Bande
- 2003: Deutscher Fernsehpreis für Stauffenberg
- 2003: Fernsehfilmpreis der Deutschen Akademie der Darstellenden Künste für Buch und Regie von Schwabenkinder
- 2004: Goldene Romy für das Beste Drehbuch für Schwabenkinder
- 2004: Robert-Geisendörfer-Preises Sonderpreis
- 2006: Bayerischer Verdienstorden
- 2008: Robert-Geisendörfer-Preis (Co-Autor und Regie, Kategorie Fernsehen: Das letzte Stück Himmel)
- 2011: Bayerischer Poetentaler der Münchner Turmschreiber

## Schriften
- Raumrichtungen und räumliche Verhältnisse im Theater hinsichtlich ihrer emotionalen Bedeutung für den Zuschauer. (München, Univ., Diss., 1980).